# غريبة (اسم)
غريبة هو اسم علم مؤنث من أصل عربي، ومعناه هو الأنيسة الموادعة المطمئنة.

## وصلات خارجية
- موسوعة السلطان قابوس لأسماء العرب نسخة محفوظة 5 أبريل 2019 على موقع واي باك مشين.